# Oléate de sodium
L'oléate de sodium est un composé organique, de formule brute NaC18H33O2 et de formule semi-développée CH3(CH2)7CH=CH(CH2)7COONa (souvent abrégée en C17H33COONa). C'est le sel de sodium de l'acide oléique. Il se présente sous la forme de cristaux vert clair ou jaunes, qui se dissolvent dans l'eau.

## Fabrication
L'oléate de sodium est le produit de la réaction de l'hydroxyde de sodium et de l'acide oléique : 
{\displaystyle {\mathsf {NaOH+C_{17}H_{33}COOH\ {\xrightarrow {}}\ C_{17}H_{33}COONa+H_{2}O}}}
On peut aussi l'obtenir par la saponification de graisses.

## Propriétés physiques
On le retrouve sous forme de cristaux orthorhombiques vert clair ou jaunes. Il est soluble dans l'eau et l'éthanol.

## Utilisations
- Composant de détergent ;
- Composant de textiles, notamment dans l'apprêt ;
- Émulsifiant ;
- Agent flottant.